# ناثان كورن
ناثان كورن (بالإنجليزية: Nathan Korn)‏ هو مهندس معماري أمريكي، ولد في 1893، وتوفي في 22 نوفمبر 1941.